# Greenbush
Greenbush is een plaats (city) in de Amerikaanse staat Minnesota, en valt bestuurlijk gezien onder Roseau County.

## Demografie
Bij de volkstelling in 2000 werd het aantal inwoners vastgesteld op 784.
In 2006 is het aantal inwoners door het United States Census Bureau geschat op 754, een daling van 30 (-3,8%).

## Geografie
Volgens het United States Census Bureau beslaat de plaats een oppervlakte van
3,8 km², geheel bestaande uit land. Greenbush ligt op ongeveer 328 m boven zeeniveau.

## Plaatsen in de nabije omgeving
De onderstaande figuur toont nabijgelegen plaatsen in een straal van 32 km rond Greenbush.